# Liste von Kraftwerken in Tonga
Dies ist eine Liste der derzeitigen, geplanten und ehemaligen Kraftwerke Tongas.
Die Elektrizitätsversorgung in Tonga wird durch die Tonga Power Limited sichergestellt. Derzeit (Stand Februar 2016) verfügte Tonga über eine Produktionskapazität von 17,276 Megawatt, bei einem Höchstverbrauch von 9,5 MW.

## Kraftwerke in Betrieb
Quelle:
| KW-Name                  | Leistung in MW | Standort  | Betreiber                 | Status | Art                          |
| ------------------------ | -------------- | --------- | ------------------------- | ------ | ---------------------------- |
|                          | 13,9           | Tongatapu | Tonga Power Limited       |        | Dieselgenerator              |
| Maama Mai Solar Facility | 01,4           | Tongatapu | Tonga Power Limited       |        | Photovoltaik                 |
|                          | 01,0           | Tongatapu | u. a. Tonga Power Limited |        | Photovoltaik und Windenergie |
|                          | 01,89          | Vavaʻu    | Tonga Power Limited       |        | Dieselgenerator              |
|                          | 00,42          | Vava'u    | Tonga Power Limited       |        | Photovoltaik                 |
|                          | 00,69          | Haʻapai   | Tonga Power Limited       |        | Dieselgenerator              |
|                          | 00,55          | Ha'apai   | Tonga Power Limited       |        | Photovoltaik                 |
|                          | 00,79          | ʻEua      | Tonga Power Limited       |        | Dieselgenerator              |
|                          | 00,20          | 'Eua      | Tonga Power Limited       |        | Photovoltaik                 |